# Lepanto (dikt)

Slaget vid Lepanto, målning från sent 1500-tal av okänd konstnär

Lepanto är en dikt från 1911 av den engelske författaren G.K. Chesterton. Den skildrar slaget vid Lepanto år 1571, då en kristen flotta ledd av Juan de Austria besegrade en betydligt större osmansk styrka ledd av Ali Pascha. Diktens tema är striden för den kristna civilisationens överlevnad. Chesterton fick idén till dikten under ett samtal med sin vän John O'Connor (förlaga till figuren fader Brown) om slaget vid Lepanto och religionskrig i allmänhet. Dikten trycktes 12 oktober 1911 i Hilaire Bellocs veckotidning The Eye-Witness.